# Propalaeotherium
Propalaeotherium je bio rani rod iz porodice konja, koji je tijekom srednjeg eocena bio endemičan za Europu i Aziju.

## Taksonomija
Paul Gervais je bio taj koji mu je dao naziv Propalaeotherium, koji znači "prije Palaeotheriuma". Hooker (1986) je smatrao da je on član porodice Palaeotheriidae. Međutim, jedno istraživanje iz 2004. pokazalo je da je ipak u pitanju pripadnik porodice konja.
Vrste P. parvulum i P. messelensis priključene su rodu Eurohippus.

## Opis
Propalaeotherium je po građi bio sličan poznatom Hyracotheriumu. Poznato je više vrsta tog roda, od kojih su one veće imale dužinu od 90 cm, od čega je 26 cm otpadalo na rep. U ramenima su imali visinu od 43 cm, ali se zbog jakog krivljenja kičme najviša tačka (53 cm) nalazila u području zdjelice. Za njih je također bio karakterističan kratak vrat. Lubanja je dostizala dužinu do 22 cm i bila je izdužena i klinasta kada se gledala sa strane. Zatiljak im je bio kratak i pravougaonog oblika, ali gledano sa strane jasno konkavno zasvođen. Nosna kost je s dužinom od 10 cm zauzimala gotovo polovinu dužine lubanje. Linija čela bila je relativno prava i nije bila toliko snažno lučno zasvođena kao kod rodova Hyracotherium i Palaeotherium, te tom osobinom izrazito podsjeća na današnje konje.
Donja čeljust je imala dužinu od oko 20 cm i vrlo slabo razvijenu simfizu, grane donje čeljusti bile su relativno nisko pozicionirane. I u gornjoj i donjoj čeljusti nalazili su se zubi tipični za sisare, raspoređeni prema formuli: {\displaystyle {\frac {3.1.4.3}{3.1.4.3}}}. Sjekutići su bili relativno maleni i špicasti. Između njih i očnjaka nalazila se malena dijastema (razmak). Sami očnjaci bili su znatno veći od sjekutića i imali su špicast, konusan oblik. Nakon očnjaka nalazila se jedna veća dijastema, iza koje su se nalazili ostali zubi. Oni su imali niske krune (brahiodonti), dok su se okluzalne površine kutnjaka (površine zuba koje su pri žvakanju dolazile u dodir s površinama odgovarajućih zuba nasuprot njima) sastojale od dvije trake zubne gleđi, koje su se križale i na krajevima imale kvrgasta uzvišenja. Pretkutnjaci, prije svega prednji, bili su vrlo malo molarizirani i imali su samo po jedno uzvišenje.
Postkranijalni skelet poznat je na osnovu mnogobrojnih primjeraka. Kralježnica se sastojala od sedam vratnih, osam prsnih, pet abdominalnih i pet krsnih pršljena. Imao je i 19 repnih pršljena. Kralježnica mu je bila karakteristična po visokom i zakrivljenom lučnom obliku. Bedrena kost je kod većih vrsta dostizala prosječnu dužinu od 18 cm, a goljenična kost od 15 cm. Lisna kost se još uvijek sastojala od više manjih kostiju i nije bila reducirana kao kod današnjih konja - do te redukcije nije došlo sve do kasnije u miocenu. Dužina nadlaktične kosti u prosjeku je iznosila 14 cm. Lakatna i palčana kost bile su srasle i dostizale dužinu od 13 cm. Zadnji udovi su završavali s tri prsta, pri čemu je srednji bio najizraženiji. Kao i kod ranih neparnoprstaša, na prednjim udovima nalazio se i jedan dodatni maleni četvrti prst.
Propaleoteri su bili malene životinje, veličine između 30 i 60 cm u ramenima i težine od samo 10 kg. Izgledali su kao vrlo maleni tapiri. Nisu imali kopita, već su na svakom prstu imali jedno kopito daleko sličnije noktu nego kopitu kod današnjeg konja. Bili su biljojedi: nevjerojatno dobro očuvan primjerak iz Messela pokazuje da su se hranili bobicama i lišćem sa šumskog tla.

## U popularnoj kulturi
Propalaeotherium je prikazan u jednoj epizodi serije Šetnje sa zvijerima, gdje je predstavljen kao plaha šumska životinja, koja je plijen Gastornisa i Ambulocetusa.

## Vanjske poveznice
- BBC Online Science and Nature
- Evolucija konja